# Evangelický hřbitov v Širokém Dole
Evangelický hřbitov v Širokém Dole se nachází v obci Široký Důl ve východních Čechách, a to na jihovýchodním okraji obce. Má rozlohu 344 m² (bez pozemku s márnicí).
Hřbitov byl zřízen nejspíše v 19. století. Pozemky k založení hřbitova poskytla rodina Střítezských.
Vlastníkem hřbitova je Farní sbor Českobratrské církve evangelické v Poličce, provozovatelem obec Široký Důl.

## Galerie

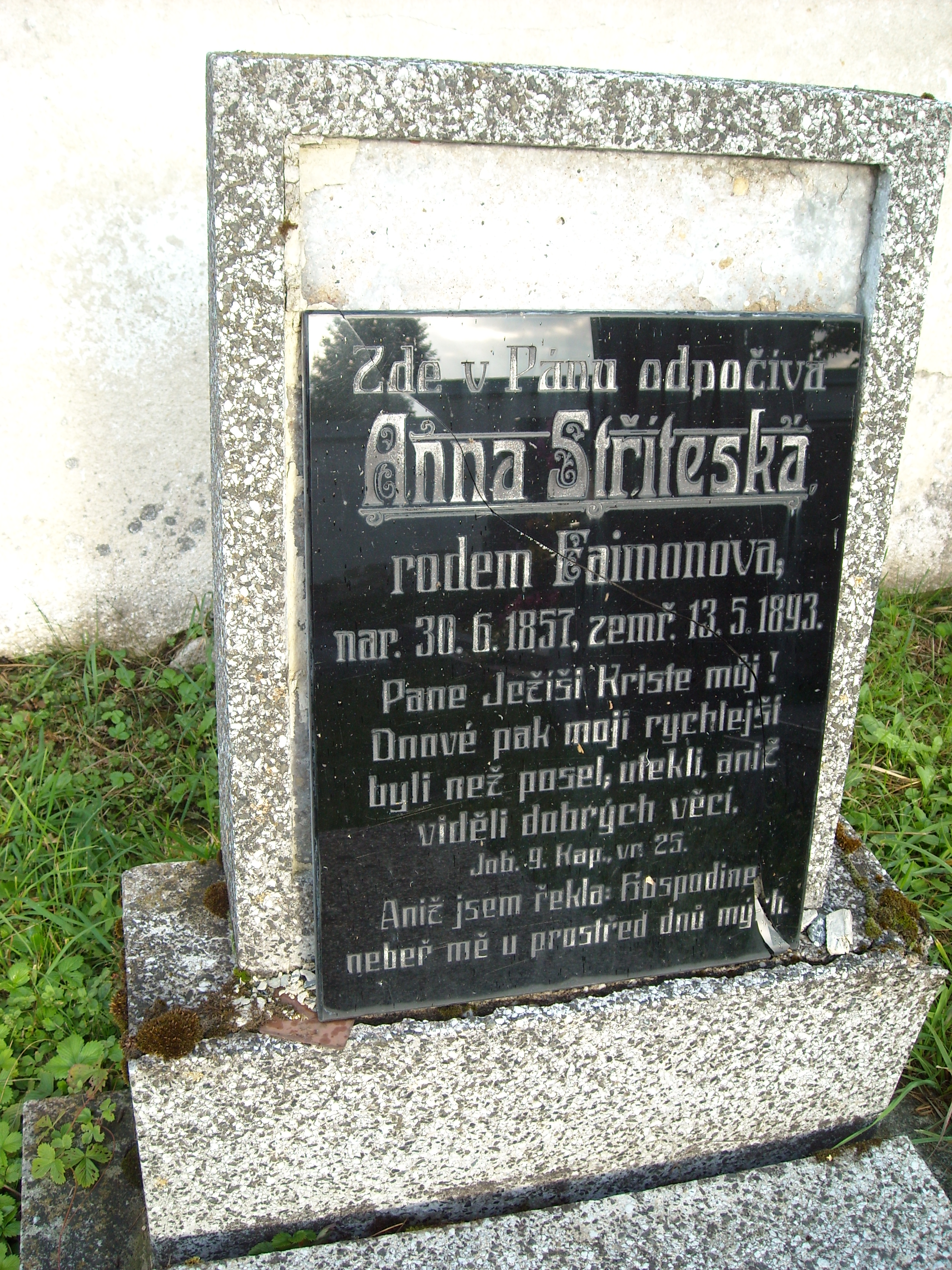
Náhrobek Anny Stříteské
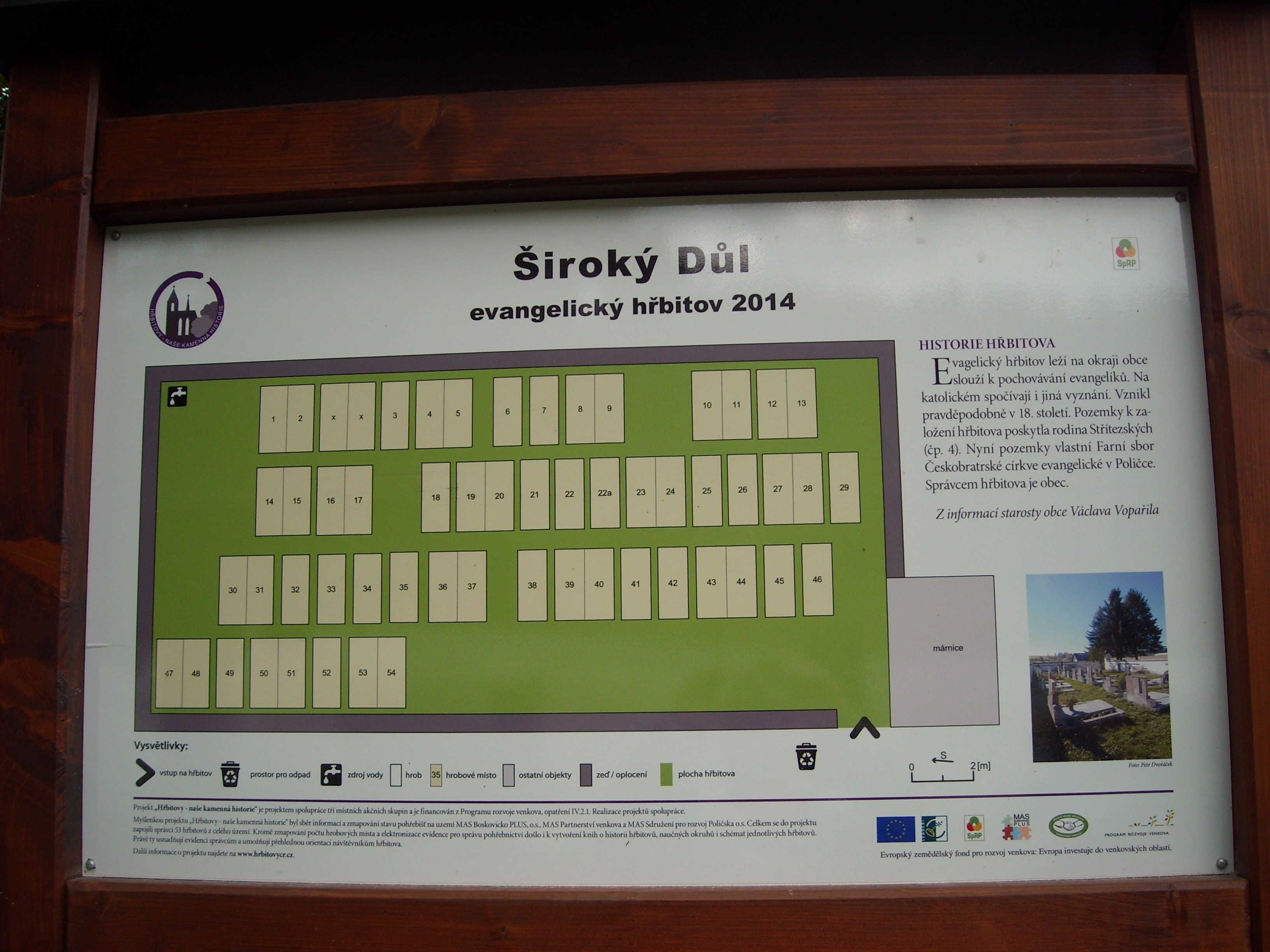
Informační tabule